# Operátornorma
A matematikában operátornormának adott normált terek között ható lineáris leképezések terén megadott normát értik. Az operátorok tere algebra a leképezések kompozíciójával mint szorzással ellátva, és két operátor kompozíciójának normája felülbecsülhető a normáik szorzatával ezért a lineáris leképezések tere az operátornormával ellátva normált algebrát alkot.
Az operátornorma csak olyan normált terek között ható lineáris leképezésekre értelmes, amelyek folytonosak, ezért olyan terekben, ahol vannak nem folytonos (ún. nem korlátos) operátorok, nem vezethető be a norma az egész térre vonatkozólag.

## Bevezetés és definíció
Adott két normált vektortér V és W (ugyanazon test felett, amely vagy a valós számok R vagy a komplex számok C halmaza). Egy A : V → W lineáris operátor akkor és csak akkor folytonos, ha létezik egy c valós szám, amelyre:
{\displaystyle \|Av\|\leq c\|v\|\quad \forall v\in V}
(a bal oldali norma a W, a jobb oldali norma a V vektortérben értendő).
Szemléletesen szólva a folytonos operátor egy vektort sem nyújt meg a c konstansnál nagyobb mértékben. Ezért korlátos halmaz folytonos képe szintén korlátos. Ezért is nevezik a folytonos lineáris operátorokat korlátos operátoroknak is. Ekkor az A operátor méréséhez adódik, hogy legyen a legkisebb olyan c, amelyre fennáll a fenti egyenlőtlenség minden V-beli v vektorra. Más szóval az operátort úgy mérhetjük, hogy megadjuk, legfeljebb hányszorosára nyújt meg tetszőleges vektort. Folytonos operátorokra tehát értelmes a következő definíció:
{\displaystyle \|A\|_{\mathrm {op} }=\inf\{c\in [0,+\infty )\mid (\forall v\in V)(\;\|Av\|\leq c\|v\|\;)\}}
mely valóban teljesíti a normák tulajdonságait és amit operátornormának nevezünk. Az infimum (alsó határ) helyett minimum is írható, mert az összes ilyen c halmaza zárt, nem üres és alulról korlátos. A definíció átfogalmazható úgy, hogy elegendő legyen csak a leképezés egységsugarú gömbökön felvett képeinek normáira hivatkoznunk:
{\displaystyle \|A\|_{\mathrm {op} }=\sup\{\|Av\|:\|v\|=1,\;v\in V\}}
Azokban a végtelen dimenziós terekben, melyekben az egységgömb nem csak korlátos és zárt, de kompakt is, a fenti szuprémum (felső határ) lecserélhető maximumra.

## Példák

### Mátrixalgebrák
Minden valós m x n mátrix definiál egy lineáris leképezést Rn-ről Rm-re. A mátrixalgebrákon számos normát lehet értelmezni és minden ilyen norma indukál egy-egy normát az Rn {\displaystyle \to } Rm operátorok terében. Ezek persze nem feltétlenül azonosak az operátornormával (bár ezek is operátorokon definiált normák lesznek), de ekvivalensek vele, hisz véges dimenziós térben minden norma ekvivalens egymással. Az operátornorma kitüntetett abban az értelemben, hogy bázisfüggetlen módon lehet megadni.
Bázisfüggetlen mátrixnormából is több van azonban. Minden A mátrixhoz rendeljük ugyanis az A*A mátrix legnagyobb sajátértékének a négyzetgyökét, ahol A* az A mátrix adjungáltját, azaz a transzponált komplex konjugáltját jelöli. Mivel a sajátértékek bázisfüggetlenek, ezért maga a norma és a lineáris leképezések között generált norma is független lesz a mátrixreprezentációtól.

### Sorozatterek
Végtelen dimenziós normált terek között ható lineáris leképezések normájára jó példa az {\displaystyle l^{2}} sorozattérből ugyanide képező leképezések. {\displaystyle l}2 nem más, mint a második hatványon abszolút összegezhető sorozatok tere:
{\displaystyle l^{2}=\{(a_{n})_{n\geq 1}:\;a_{n}\in \mathbb {C} ,\;\sum _{n}|a_{n}|^{2}<\infty \}.}
(egy ilyen tekinthető az Cn euklideszi tér végtelen dimenziós megfelelőjének is.)
Annak az érdekében, hogy egy {\displaystyle l}2{\displaystyle \to }{\displaystyle l}2 korlátos lineáris leképezést és ennek operátornormáját lássuk vegyünk egy korlátos s = (sn ) sorozatot (persze minden négyzetesen abszolút szummálható sorozat korlátos, de fordítva már nem igaz). s-et az korlátos sorozatok ({\displaystyle l}2,||.||∞) normált teréből vettük, ahol
{\displaystyle \|s\|_{\infty }=\sup _{n}|s_{n}|.}
a szuprémumnorma.
Legyen Ts az s-sel történő pontonkénti szorzás:
{\displaystyle (a_{n}){\stackrel {T_{s}}{\longrightarrow }}(s_{n}\cdot a_{n}),\quad \quad ((a_{n})\in l^{2})}
Világos, hogy Ts lineáris és szintén {\displaystyle l^{2}}-be képez, hisz |{\displaystyle s_{n}a_{n}}|-t majorálhatjuk |sup(s)||{\displaystyle a_{n}}|-nel, amiből mint az {\displaystyle (a_{n})} konstansszorosából még mindig (négyzetesen abszolút) konvergens sor készíthető. Tekintsük tehát Ts operátornormáját! Látható, hogy ekkor:
{\displaystyle \|T_{s}\|_{\mathrm {op} }=\min\{c\;:\;\|(s_{n}a_{n})\|_{\infty }\leq c\|(a_{n})\|_{\infty }\}=\|s\|_{\infty }}
Ez a példa tovább általánosítható az l 2 tér helyett általános Lp teret használva p > 1 esetben illetve l∞ helyett az L∞ normált térben.

## Ekvivalens definíciók
Megmutatható, hogy az alábbi definíciók ekvivalensek:
{\displaystyle \|A\|_{op}=\inf\{c:\|Av\|\leq c\|v\|\forall v\in V\}}
{\displaystyle =\sup\{\|Av\|:v\in V,\|v\|\leq 1\}}
{\displaystyle =\sup\{\|Av\|:v\in V,\|v\|=1\}}
{\displaystyle =\sup \left\{{\frac {\|Av\|}{\|v\|}}:v\in V,v\neq 0\right\}.}

## Tulajdonságok
Az operátornorma tényleg norma a V és W között értelmezett korlátos operátorok terén:
1. {\displaystyle \|A\|_{op}\geq 0}
2. {\displaystyle \|A\|_{op}=0\Leftrightarrow A=0}
3. {\displaystyle \|aA\|_{op}=|a|\|A\|_{op}\quad \forall a\in \mathbb {K} ,} ahol {\displaystyle \mathbb {K} \in \{\mathbb {R} ,\mathbb {C} \}}
4. {\displaystyle \|A+B\|_{op}\leq \|A\|_{op}+\|B\|_{op}} (háromszög-egyenlőtlenség)

Az alábbi egyenlőtlenség a definíció közvetlen következménye:
{\displaystyle \|Av\|\leq \|A\|_{op}\|v\|\quad \forall v\in V.}
Az operátornorma kompatibilis a kompozíció és a szorzás műveletekre: ha V, W és X három, azonos test feletti normált vektortér és A : V → W, B: W → X két korlátos operátor, akkor
{\displaystyle \|BA\|_{op}\leq \|B\|_{op}\|A\|_{op}.}
A definícióból következik, hogy ha operátorok sorozata konvergens az operátornormában, akkor egyenletesen is konvergál korlátos halmazokon.